# Комарова, Надежда Сергеевна
Надежда Сергеевна Комарова (18 апреля 1927 — 16 января 2018) — советская работница сельского хозяйства, Герой Социалистического Труда.

## Биография
Родилась 18 апреля 1927 года в селе Ивановка Воронцово-Николаевского района Сальского округа Северо-Кавказского края, ныне Сальского района Ростовской области. Девичья фамилия — Приходько.
Трудовую деятельность начала в годы Великой Отечественной войны телятницей в совхозе «Горняк» (Октябрьский район Ростовской области).
В 1946 году окончила курсы трактористов и возглавила комсомольско-молодёжное звено по выращиванию семян люцерны. В 1948 году её звено получило урожай семян люцерны 5 центнеров с гектара на площади 25 га.
В 1952 году Надежда Сергеевна приехала на строительство виноградарского совхоза «Семикаракорский» (Семикаракорский район Ростовской области) и проработала там до выхода на заслуженный отдых в 1982 году.
В 2013 году с днем рождения Героиню поздравил глава Семикаракорского района Виктор Николаевич Талалаев, зачитав поздравительную телеграмму от губернатора Ростовской области В. Ю. Голубева.

## Награды
- Указом Президиума Верховного Совета СССР от 1 июня 1949 года за получение высоких урожаев пшеницы и люцерны при выполнении совхозом плана сдачи государству сельскохозяйственной продукции, звеньевой Надежде Сергеевне Приходько было присвоено звание Героя Социалистического Труда с вручением ордена Ленина и золотой медали «Серп и Молот».